# 早すぎた自叙伝
『早すぎた自叙伝』（はやすぎたじじょでん、原題：A Possible Projection of the Future / Childhood's End）は、アメリカ合衆国のシンガーソングライター/音楽プロデューサー、アル・クーパーが1972年に発表した、ソロ名義では5作目のスタジオ・アルバム。

## 背景
大部分の曲はロンドンで録音されたが、スモーキー・ロビンソンのカヴァー「泣きたいくらいさ」のみロサンゼルス録音である。クーパーのアルバムとしては初めてシンセサイザーが多用された。
「ザ・マン・イン・ミー」はボブ・ディランがアルバム『新しい夜明け』（1970年）で発表した曲のカヴァーで、クーパーはオリジナル・ヴァージョンのレコーディングにも参加している。

## 反響・評価
アメリカのBillboard 200では200位に達した。Bruce Ederはオールミュージックにおいて5点満点中3点を付け、冒頭の「早すぎた自叙伝」を「冷たく機械的で、本作に似つかわしくない、アルバムの中で唯一の弱い瞬間」と批判する一方、以後の曲に関しては「白人のアーティストとしては特に優れたソウル・グルーヴに没入している」と評している。

## 収録曲
特記なき楽曲はアル・クーパー作。
1. 早すぎた自叙伝 - A Possible Projection of the Future - 6:30
2. ザ・マン・イン・ミー - The Man in Me (Bob Dylan) - 3:43
3. 愛への飛翔 - Fly On - 3:16
4. プリーズ・テル・ミー・ホワイ - Please Tell Me Why (Guilly Bright, Jimmy Cliff) - 4:40
5. モンキー・タイム - The Monkey Time (Curtis Mayfield) - 3:20
6. 愛の炎が燃えた時 - Let Your Love Shine - 4:05
7. 泣きたいくらいさ - Swept for You Baby (Smokey Robinson) - 3:34
8. 君にひざまずいて（今は行かないで） - Bended Knees (Please Don't Leave Me Now) - 3:41
9. 愛の罠 - Love Trap - 4:04
10. 幼年期の終焉 - Childhood's End - 3:33

## 参加ミュージシャン
- アル・クーパー - ボーカル、ピアノ、オルガン、アープ・シンセサイザー、VCS3シンセサイザー、モーグ・シンセサイザー、メロトロン、ギター、12弦ギター、シタール、タンバリン
- アラン・パーカー - アコースティック・ギター
- ハービー・フラワーズ（英語版） - ベース
- ボビー・ウェスト - ベース(on #7)
- バリー・モーガン - ドラムス
- ポール・ハンフリー - ドラムス(on #7)
- ボビー・ホール - パーカッション(on #7)
- クラウディア・リニア（英語版）、リンダ・ルイス、マイク・ゲイトリー、ロバート・ジョン - バックグラウンド・ボーカル
- クライディ・キング（英語版）、ヴェネッタ・フィールズ、オマ・ドレイク、エドナ・ライト - バックグラウンド・ボーカル(on #7)
- ジョン・パンター - スポークン・ワード(on #1)